# Hultbräken
Hultbräken (Phegopteris connectilis) är en växt tillhörande familjen kärrbräkenväxter. Hultbräknens ormbunksblad växer en och en istället för i en klunga som annars är vanligt bland ormbunksväxterna. Jämfört med andra svenska arter är den relativt lågväxt och har en något ljusare grön färg. Den känns igen på att de nedersta paret av bladflikar inte utgår rakt ifrån stjälken utan snarare är vinklade i ormbunksbladets riktning. Arten förekommer riktligt i hela Sverige med undantag för fjälltrakterna samt Gotland och Öland.